# شهرداری پرایا
شهرداری پرایا (انگلیسی: Praia, Cape Verde) یک کنسلخو (شهرداری) در کیپ ورد است. این شهرداری در بخش جنوبی جزیره سانتیاگو، دماغه سبز واقع شده است. مرکز آن شهر پرایا است که پایتخت کیپ ورد می‌باشد. مساحت آن ۱۲۰٫۶ کیلومتر مربع (۴۶٫۶ مایل مربع) است و جمعیت آن طبق سرشماری ۲۰۱۰، ۱۳۱٬۷۱۹ نفر بوده است. شهرداری پرایا شامل یک فریگزیسیا (پارشیا مدنی)، نوئسا سنیورا دا گراسا  می‌باشد. ساختمان شهرداری در منطقه پلاتو از شهر واقع شده است.

## تاریخ
پرایا یکی از قدیمی‌ترین شهرداری‌های کیپ ورد است. این شهرداری در قرن هجدهم تأسیس شد، زمانی که شهر Praia de Santa Maria به عنوان شهر شناخته شد و پایتخت جدید دماغه سبز پرتغال گردید. در طول تاریخ، قلمرو شهرداری آن به‌طور مداوم کاهش یافته است به دلیل افزایش جمعیت.
تا پایان قرن نوزدهم، شهرداری پرایا نیمی از جنوب جزیره را در بر می‌گرفت، در حالی که نیمه شمالی آن شهرداری بزرگتر از حال حاضر سانتا کاتارینا بود. در سال ۱۹۷۱، دو پارشیا شمالی شهرداری پرایا جدا شده و شهرداری سانتا کوروز را تشکیل دادند، و پارشیا سائو سالوادور دو موندو  به شهرداری سانتا کاتارینا پیوست. در سال ۱۹۹۴، دو پارشیا دیگر از شهرداری پرایا جدا شده و شهرداری سائو دومینگو را تشکیل دادند. در سال ۲۰۰۵، دو پارشیا غربی شهرداری پرایا جدا شده و شهرداری ریبیرای گراندی دو سانتیاگو را تشکیل دادند.